# Militärverdienstmedaille 1814 (Sachsen-Altenburg)
Die Militärverdienstmedaille 1814 ist eine gemeinsame Stiftung der Herzöge Bernherd Erich Freund von Sachsen-Meiningen, Ernst I. von Sachsen-Coburg und Saalfeld sowie Friedrich von Sachsen-Hildburghausen und erfolgte im Oktober 1814 nach Beendigung des Feldzuges gegen Napoleon.
Sie wurde in Gold für Offiziere und in Silber für Mannschaften und Unteroffiziere verliehen, die sich auf dem Feldzug in besonderer Weise bewährt und ausgezeichnet hatten.
Die Medaille zeigt auf der Vorderseite das sächsische Wappen von einer Krone überragt. Umlaufend die Inschrift FÜR GOTT UND VATERLAND 1814. Rückseitig von einem Lorbeerkranz umgeben DER TAPFERKEIT UND DEM VERDIENST.